# Tele Magazyn
Tele Magazyn – bezpłatny dodatek telewizyjny dodawany w piątki do dziesięciu gazet należących do Polska Press sp. z o.o.: Dziennika Zachodniego, Gazety Wrocławskiej, Głosu Wielkopolskiego, Dziennika Bałtyckiego, Kuriera Lubelskiego, Dziennika Łódzkiego, Polski Metropolii Warszawskiej, Gazety Krakowskiej, Expresu Bydgoskiego, Nowości Dziennika Toruńskiego i Gazety Pomorskiej.
Zawiera programy 58 stacji telewizyjnych, w tym:
- 13 z Naziemnej Telewizji Cyfrowej
- 4 ogólnotematyczne
- 9 filmowych
- 6 serialowych
- 13 dokumentalnych, historycznych i lifestylowych
- 8 sportowych
- 4 informacyjne
- 1 rozrywkowy